# James Hylton
James Hylton (Roanoke, Virginia, 1934. augusztus 26. – Frankling megye, Georgia, 2018. április 27.) amerikai NASCAR versenyző.

## Életpályája

### Gyermekkora
Sokgyermekes családban született: 12 testvére volt. Gyermekként elsősorban gazdálkodással foglalkozott, de hamar megtalálta az útját és mint sok déli tizenéves akkoriban, őt is megragadta a stock car (széria autó) versenyek világa.

### Autóversenyzőként
Hylton karrierje az autóversenyzésben az 1950-es évek végén kezdődött, amikor beállt szerelőnek a legendás Rex White-hoz. James, Rex és Louis Clements 26 versenyen szereztek első helyet, valamint az 1960-as NASCAR Grand National (a mai NASCAR Nextel Cup) bajnoki címet is elnyerték. 1964-ben White már nem állt annyiszor rajthoz és James csapat főnökké lépett elő a Ned Jarrett/Bondy Long csapatnál. Ebben a szezonban a csapat 14-szer győzött és másodikként zárta az évet. 1965-ben 12-szer voltak a legjobbak és év végén hazavihették a NASCAR Grand National bajnoki kupáját.
1964. július 8-án Hylton a Virginia-i Manassas-ban megrendezett Old Dominion 400-on először állt rajthoz a Grand National szériában, mint versenyző. A 19. helyen végzett, amiért 100 dollár ütötte a markát. Hylton 1966-ban megnyerte a NASCAR Winston Cup „Év újonca” (Rookie of the Year) címét és ugyanebben a szezonban második lett a bajnokságban. Karrierje során mindössze két versenyt nyert, de ennek ellenére többször esélyes volt a bajnoki címre. Az 1966–1977 közötti 12 évadban 10-szer végzett a legjobb 10-ben a bajnoki pontversenyben. 1966-ban kezdődött el Hylton sikertörténete azzal, hogy a második helyen végzett a ponttáblázaton és elnyerte hőn áhított NASCAR "Év újonca" (Rookie of the Year) díjat. Ráadásul még magáénak tudhatott egy pole-t, amelyet az Észak-Karolina-i Monroe-ban található Starlite Speedway-en szerzett meg. 1967-ben szintén a második helyen zárhatott év végén a Bud Hartje Dodge-dzsal. James két év alatt 46 top5 helyezést szerzett 87 versenyen.
1968-ban James Hylton csapattulajdonossá és versenyzővé is vált egy személyben, amely mind a mai napig így van. Első diadalát 1970. március 1-jén aratta a Richmond 500-on a megszokott rajtszámú, #48-as Forddal. A '60-as évek végén és a '70-es évek elején Hylton olyan csodálatos átlagot produkált, amellyel csak olyanok vehették fel a versenyt, mint Richard Petty és Cale Yarbrough.
1972. augusztus 6-án James megnyerte a Talladega 500-at. A versenyen a 188 körből 106-ot vezetett és 24 865 dollárt vághatott zsebre a nap végén. Hylton egy autó hossznyival győzte le az ARCA legendát, Ramo Stott-ot.
Hylton egészen 1982-ig folytatta a teljes szezonos pályafutását, amikor is átadta a kormányt a kanadai Trevor Boys-nak. Csapattulajdonosként tovább dolgozott a NASCAR Winston Cup-ban egészen 1993-ig.
James a '90-es években átment az ARCA szériába és egészen napjainkig részt vesz benne mint tulajdonos és versenyző.
James Hylton 2006. június 24-én, 71 éves korában a #28-as Speed Zone Energy Drink/Advil Forddal karrierje második NASCAR Busch Szériás rajtjára készült Milwaukee-ban. Az elsőt 1982-ben teljesítette Rockingham-ben.